# Third Division 1987-1988
La Third Division 1987-1988 è stato il 61º campionato inglese di calcio di terza divisione.

## Squadre partecipanti
| Squadra                | Città                           | Stadio              | Stagione precedente                      |
| ---------------------- | ------------------------------- | ------------------- | ---------------------------------------- |
| Aldershot              | Aldershot                       | Recreation Ground   | 6º posto in Fourth Division, promosso    |
| Blackpool              | Blackpool                       | Bloomfield Road     | 9º posto in Third Division               |
| Brentford              | Londra (Hounslow)               | Griffin Park        | 11º posto in Third Division              |
| Brighton & Hove Albion | Brighton                        | Goldstone Ground    | 22º posto in Second Division, retrocesso |
| Bristol City           | Bristol                         | Ashton Gate         | 6º posto in Third Division               |
| Bristol Rovers         | Bristol                         | Twerton Park (Bath) | 19º posto in Third Division              |
| Bury                   | Bury                            | Gigg Lane           | 16º posto in Third Division              |
| Chester City           | Chester                         | Sealand Road        | 15º posto in Third Division              |
| Chesterfield           | Chesterfield                    | Saltergate          | 17º posto in Third Division              |
| Doncaster Rovers       | Doncaster                       | Belle Vue           | 13º posto in Third Division              |
| Fulham                 | Londra (Hammersmith and Fulham) | Craven Cottage      | 18º posto in Third Division              |
| Gillingham             | Gillingham                      | Priestfield Stadium | 5º posto in Third Division               |
| Grimsby Town           | Grimsby                         | Blundell Park       | 21º posto in Second Division, retrocesso |
| Mansfield Town         | Mansfield                       | Field Mill          | 10º posto in Third Division              |
| Northampton Town       | Northampton                     | County Ground       | 1º posto in Fourth Division, promosso    |
| Notts County           | Nottingham                      | Meadow Lane         | 7º posto in Third Division               |
| Port Vale              | Stoke on Trent (Burslem)        | Vale Park           | 12º posto in Third Division              |
| Preston North End      | Preston                         | Deepdale            | 2º posto in Fourth Division, promosso    |
| Rotherham United       | Rotherham                       | Millmoor            | 14º posto in Third Division              |
| Southend United        | Southend on Sea                 | Roots Hall          | 3º posto in Fourth Division, promosso    |
| Sunderland             | Sunderland                      | Roker Park          | 20º posto in Second Division, retrocesso |
| Walsall                | Walsall                         | Fellows Park        | 8º posto in Third Division               |
| Wigan Athletic         | Wigan                           | Springfield Park    | 4º posto in Third Division               |
| York City              | York                            | Bootham Crescent    | 20º posto in Third Division              |

## Classifica finale
|  | Pos. | Squadra          | Pt | G  | V  | N  | P  | GF | GS | DR  |
|  | ---- | ---------------- | -- | -- | -- | -- | -- | -- | -- | --- |
|  | 1    | Sunderland       | 93 | 46 | 27 | 12 | 7  | 92 | 48 | +44 |
|  | 2    | Brighton         | 84 | 46 | 23 | 15 | 8  | 69 | 47 | +22 |
|  | 3    | Walsall          | 82 | 46 | 23 | 13 | 10 | 68 | 50 | +18 |
|  | 4    | Notts County     | 81 | 46 | 23 | 12 | 11 | 82 | 49 | +33 |
|  | 5    | Bristol City     | 75 | 46 | 21 | 12 | 13 | 77 | 62 | +15 |
|  | 6    | Northampton Town | 73 | 46 | 18 | 19 | 9  | 70 | 51 | +19 |
|  | 7    | Wigan            | 72 | 46 | 20 | 12 | 14 | 70 | 61 | +9  |
|  | 8    | Bristol Rovers   | 66 | 46 | 18 | 12 | 16 | 68 | 56 | +12 |
|  | 9    | Fulham           | 66 | 46 | 19 | 9  | 18 | 69 | 60 | +9  |
|  | 10   | Blackpool        | 65 | 46 | 17 | 14 | 15 | 71 | 62 | +9  |
|  | 11   | Port Vale        | 65 | 46 | 18 | 11 | 17 | 58 | 56 | +2  |
|  | 12   | Brentford        | 62 | 46 | 16 | 14 | 16 | 53 | 59 | –6  |
|  | 13   | Gillingham       | 59 | 46 | 14 | 17 | 15 | 77 | 61 | +16 |
|  | 14   | Bury             | 59 | 46 | 15 | 14 | 17 | 58 | 57 | +1  |
|  | 15   | Chester City     | 58 | 46 | 14 | 16 | 16 | 51 | 62 | –11 |
|  | 16   | Preston N.E.     | 58 | 46 | 15 | 13 | 18 | 48 | 59 | –11 |
|  | 17   | Southend Utd     | 55 | 46 | 14 | 13 | 19 | 65 | 83 | –18 |
|  | 18   | Chesterfield     | 55 | 46 | 15 | 10 | 21 | 41 | 70 | –29 |
|  | 19   | Mansfield Town   | 54 | 46 | 14 | 12 | 20 | 48 | 59 | –11 |
|  | 20   | Aldershot        | 53 | 46 | 15 | 8  | 23 | 64 | 74 | –10 |
|  | 21   | Rotherham Utd    | 52 | 46 | 12 | 16 | 18 | 50 | 66 | –16 |
|  | 22   | Grimsby Town     | 50 | 46 | 12 | 14 | 20 | 48 | 58 | –10 |
|  | 23   | York City        | 33 | 46 | 8  | 9  | 29 | 48 | 91 | –43 |
|  | 24   | Doncaster        | 33 | 46 | 8  | 9  | 29 | 40 | 84 | –44 |

Legenda:
      Promosso in Second Division 1988-1989.
  Ammesso ai play-off interdivisionali.
      Retrocesso in Fourth Division 1988-1989.
Regolamento:
Tre punti a vittoria, uno a pareggio, zero a sconfitta.
In caso di arrivo di due o più squadre a pari punti, la graduatoria verrà stilata secondo i seguenti criteri:
- differenza reti
- maggior numero di gol segnati

Note:
Rotherham United retrocesso dopo aver perso la semifinale dei play-off interdivisionali con lo Swansea City.

## Spareggi

### Play-off interdivisionale

#### Tabellone
|  | Semifinali | Semifinali            | Semifinali | Semifinali | Semifinali |  |  | Finale | Finale       | Finale | Finale | Finale |  |
|  |            |                       |            |            |            |  |  |        |              |        |        |        |  |
|  | 5°         | Bristol City          | 1          | 1          | 2          |  |  |        |              |        |        |        |  |
|  | 21°        | Sheffield Utd (Div.2) | 0          | 1          | 1          |  |  | 5°     | Bristol City | 1      | 2      | 3      |  |
|  | 4°         | Notts County          | 1          | 1          | 2          |  |  | 3°     | Walsall      | 3      | 0      | 3      |  |
|  | 3°         | Walsall               | 3          | 1          | 4          |  |  |        |              |        |        |        |  |

#### Semifinali
|                  | Risultati |                  | Luogo e data               |
| ---------------- | --------- | ---------------- | -------------------------- |
| Bristol City     | 1-0       | Sheffield United | Bristol, 15 maggio 1988    |
| Sheffield United | 1-1       | Bristol City     | Sheffield, 18 maggio 1988  |
|                  |           |                  |                            |
| Notts County     | 1-3       | Walsall          | Nottingham, 15 maggio 1988 |
| Walsall          | 1-1       | Notts County     | Walsall, 18 maggio 1988    |
|                  |           |                  |                            |

#### Finali
|              | Risultati    |              | Luogo e data            |
| ------------ | ------------ | ------------ | ----------------------- |
| Bristol City | 1-3          | Walsall      | Bristol, 25 maggio 1988 |
| Walsall      | 0-2 (d.t.s.) | Bristol City | Walsall, 28 maggio 1988 |
|              |              |              |                         |

#### Replay
|         | Risultati |              | Luogo e data            |
| ------- | --------- | ------------ | ----------------------- |
| Walsall | 4-0       | Bristol City | Walsall, 30 maggio 1988 |
|         |           |              |                         |